# Nestea
Nestea es un te gelat distribuït per Nestlé que entre el 1991 i el 2017 va formar part d'una aliança empresarial amb The Coca-Cola Company, tot i que en alguns països es va estendre l'acord.

## Història
El 1948, Nestlé Alimentana crea un te soluble als Estats Units, de forma semblant al que havien fet el 1938 amb el Nescafé respecte del cafè. El 1991 s'alien amb The Coca-Cola Company per crear Beverage Partners Worldwide, una empresa conjunta per distribuir Nestea arreu del món, tot i que tres anys després la varen dissoldre a causa de discrepàncies.
D'aquesta manera, la beguda arriba al mercat espanyol l'estiu del 1993 i a inicis del 1994 en reformulen el gust; el mateix any hi afegeixen el Nestea amb gust de préssec i la versió sense sucre. L'estiu del 1995 presenten la versió soluble del Nestea original. Altres sabors que es crearan són els de taronja (2002), sense sucre i sense teïna (2009), te verd (2012), te verd al maracujà-mangostà (2012), Nestea Origins (2019) i mango-pinya.
El 2001 varen recuperar l'empresa conjunta, altre cop anomenada Beverage Partners Worldwide, però el 2012 es decideix que l'empresa se centrarà en el mercat europeu i canadenc, mentre que a Taiwan i Hong Kong operaria a través d'una llicència atorgada a Coca-Cola
El març del 2017, The Coca-Cola Company i Nestlé anuncien la fi de la seva col·laboració i de la dissolució de la empresa conjunta a data d'1 de gener del 2018 i es dona a The Coca-Cola Company una llicència per produir i distribuir el Nestea als mercats principals, que eren el Canadà, Espanya, Portugal, Andorra, Romania, Hongria i Bulgària. Finalment, l'octubre de 2024 es dona a conèixer que l'acord s'acaba a Espanya i Andorra. El desembre d'aquell any, Nestlé va anunciar que a partir del 2025 el fabricant i distribuïdor del Nestea per al mercat espanyol, andorrà i gibraltareny seria Damm, que l'elaboraria a la fàbrica de refrescos que té a Salem, a la Vall d'Albaida.